# Skupina dubů u Radešovského mostu
Skupina dubů u Radešovského mostu jsou památné stromy u vsi Radešov, jižně od Sušice. Trojice dubů letních (Quercus robur) roste severně od Radešova u mostu přes Radešovský potok (přítok Otavy) cestou na Vatětice, v nadmořské výšce 548 m. Jejich kmeny mají obvod 240, 290 a 312 cm, koruny dosahují shodně do výšky 20 m (měření 1995). Duby jsou chráněny od roku 1995 jako krajinná dominanta.

## Stromy v okolí
- Radešovská lípa
- Lípa ve Vatětické aleji
- Vatětický javor
- Vatětická lípa
- Vatětický jasan
- Vatěticko-mouřenecká alej
- Skupina stromů v zámeckém parku Palvinov
- Palvinovská lípa
- Zámecký klen
- Skupina dubů zimních